# Parc archéologique du Pausilippe
Le parc archéologique et environnemental du Pausilippe est une zone archéologique du quartier de Posillipo à Naples, ouverte en 2009. L'accès du parc aux visiteurs se fait par la descente Coroglio 36, à travers l'impressionnante Grotte de Séjan.

## Description

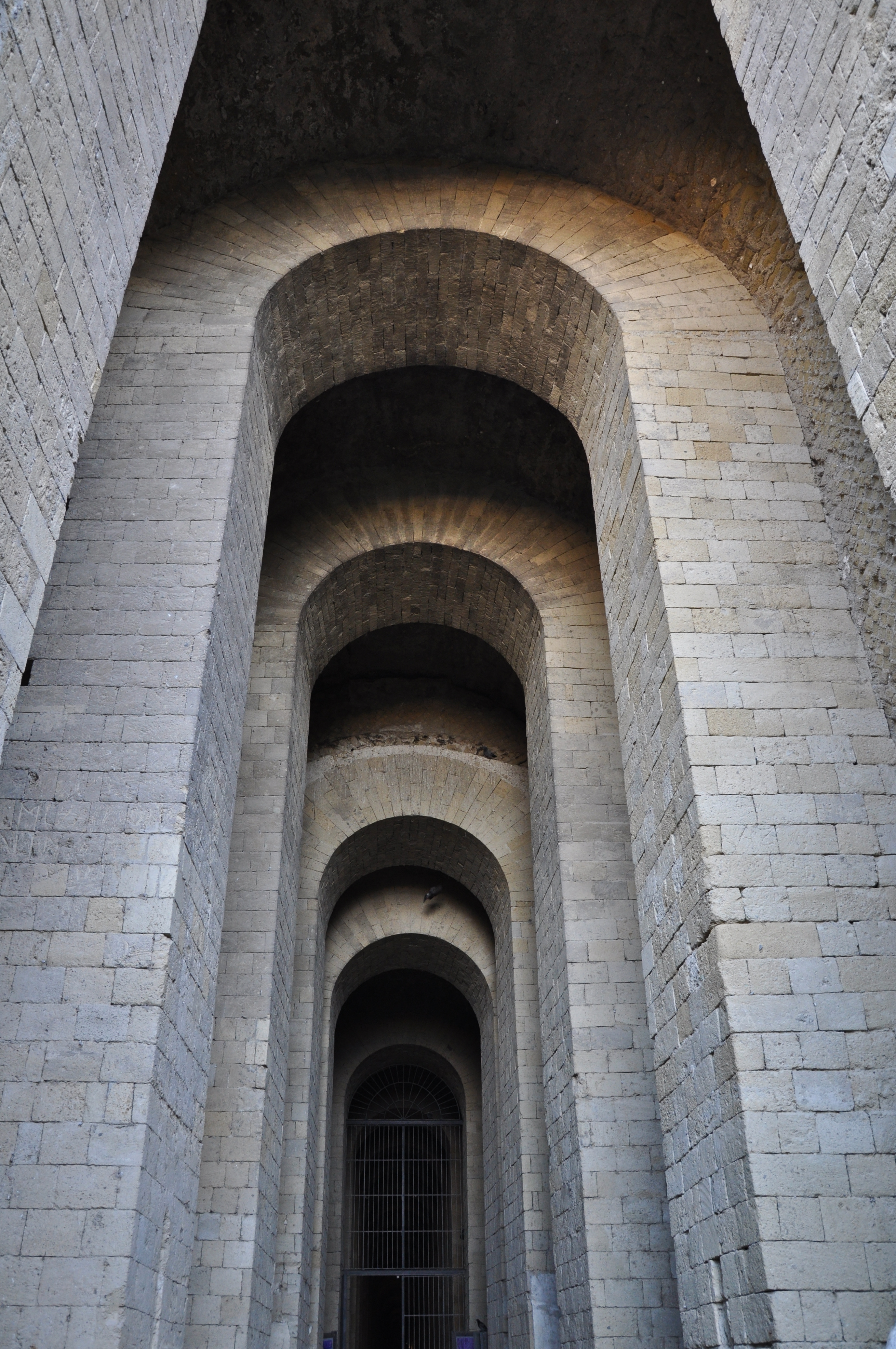
L'entrée de la grotte depuis la descente de Coroglio.

### La villa impériale de Pausilypon, le théâtre et l'Odéon

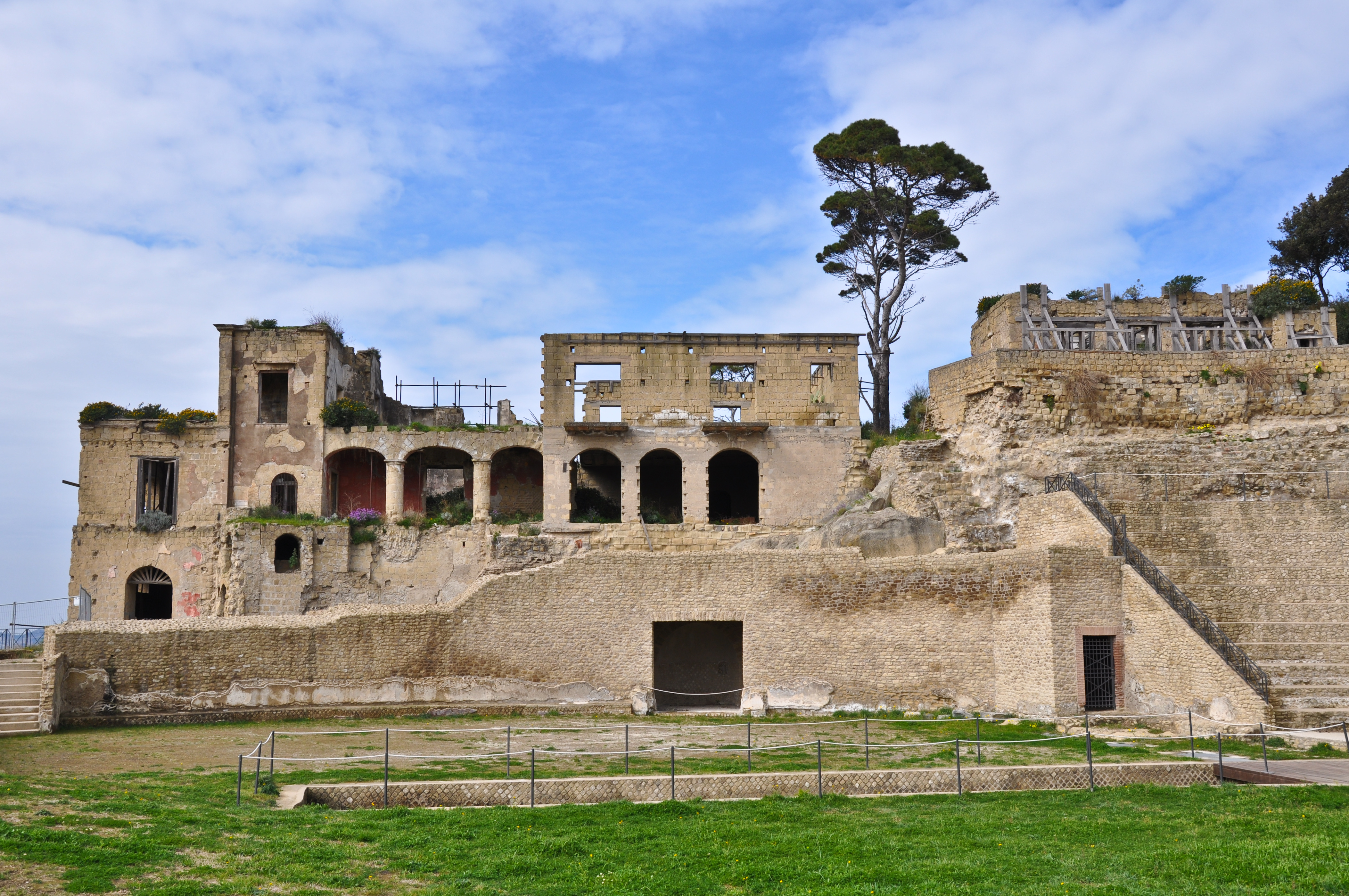
La villa impériale de Pausilypon.

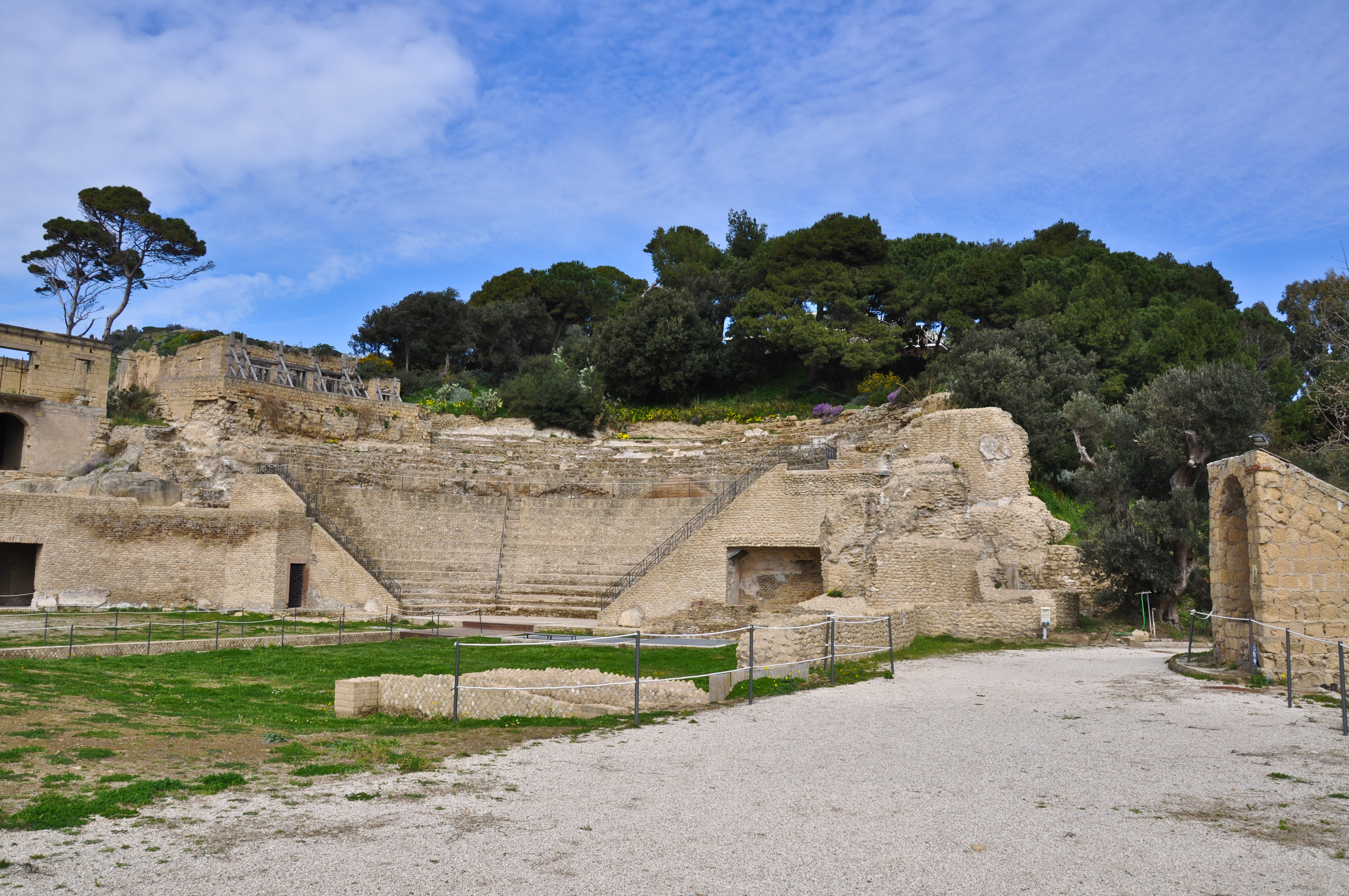
Le théâtre.

### Le palais des Esprits

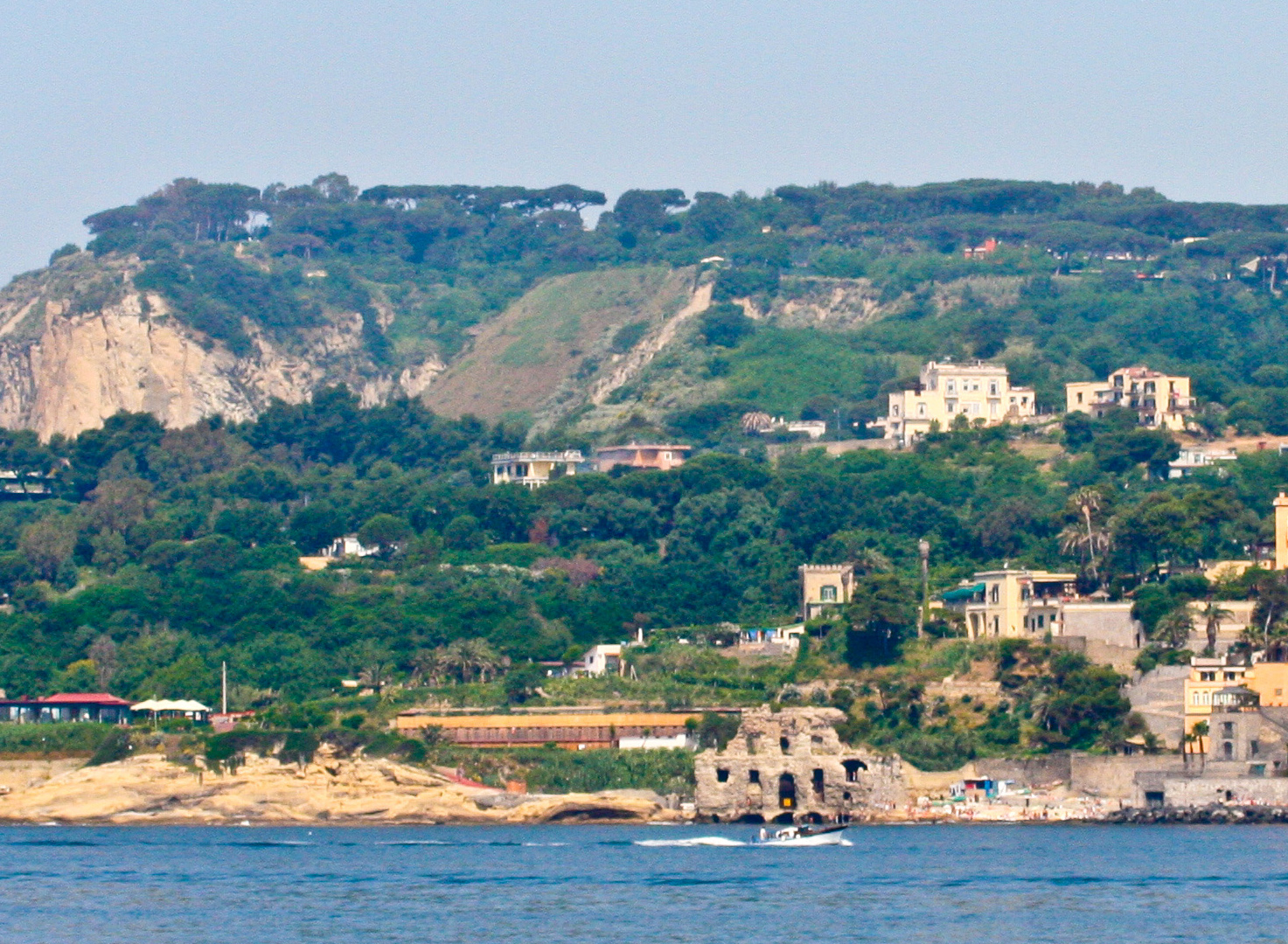
Le Palais des Esprits vu de la mer.